# CD278
Индуцируемый костимулятор T-лимфоцитов, или CD278, (англ. Inducible T-cell costimulator, ICOS),  — клеточный рецептор, иммунологическая контрольная точка, продукт гена человека ICOS. Является рецептором лиганда ICOSLG.
CD278, или ICOS, относится ак суперсемейству CD28, в которое входят молекулы, экспрессируемые на активированных T-лимфоцитов. Считается, что этот рецептор играет особенно важную роль на Т-хелперах.

## Функции
CD278 входит в семейство клеточных рецепторов CD28 и CTLA-4. Образует гомодимер и играет важную роль в межклеточной передаче сигнала, иммунном ответе и регулировании клеточной пролиферации.